# 안토니오 아단
안토니오 아단 가리도(스페인어: Antonio Adán Garrido, 1987년 5월 13일, 마드리드 지방 마드리드 ~)는 스페인의 프로 축구 선수로, 스포르팅 CP에서 골키퍼로 활약하고 있다.

## 클럽 경력

### 레알 마드리드
레알 마드리드 유소년 아카데미 졸업생으로, 마드리드 태생의 아단은 2005-06 시즌 동안 3군의 주전으로 기용되어 36경기에서 29골만 허용했다. 그는 청년부 소속으로 3경기 선발로 출전해 청년부 컵 대회를 우승했는데, 토너먼트전에서 무실점을 기록했다.
대회 이후, 아단은 2006년 8월 미국 대회에서 처음으로 1군에 차출되었다. 그는 레알 마드리드 B의 주장인 조르디 코디나가 1군에 승격되기 전까지 코디나의 후보를 맡았다.
아단은 2006년 8월 27일, 카스테욘과의 경기에서 2006-07 시즌 세군다 디비시온 첫 경기를 치렀고 1-1로 비겼다. 그는 레알 마드리드 2군 경기에 6번 출전했지만 강등당했다.
코디나가 이웃 헤타페에 매각되면서, 아단은 2009-10 시즌을 앞두고 1군 시즌 전 훈련에 참가했다. 그러나, 2군 경기에 주로 출전했으며 1군에서는 이케르 카시야스와 예지 두데크에 밀려 세 번째 골키퍼로 기용되었다.
2010년 12월 8일, 아단은 4-0으로 이긴 오세르와의 그 시즌 UEFA 챔피언스리그 안방 경기에서 부상당한 두데크와 44분에 교체로 나와 첫 레알 마드리드 공식전을 치렀다: 머랭 (Merengues) 은 이미 조별 리그 1위를 확정지었고, 주제 모리뉴 감독은 몇 명의 선발진에 휴식 기회를 주었다. 그 다음 달, 그는 0-2로 패한 (합계 8-2로 이긴) 레반테와의 그 시즌 코파 델 레이 경기에 90분 출전했다.
2011년 2월 13일, 1-0으로 이긴 에스파뇰과의 경기에서 2분만에 퇴장당한 카시야스를 대신하기 위해 라 리가 첫 경기를 치렀다. 레반테와의 다음 안방 경기에 선발로 출전한 그는 무실점으로 틀어막아 2-0 승리에 일조했다.
2012년 12월 22일, 아단은 2-3으로 패한 말라가와의 원정 경기에서 오랜 기간 주전을 맡은 카시야스를 벤치로 끌어들였다. 모리뉴는 경기 후 자신이 행한 논란의 결정을 "이는 전술적인 지시였습니다. 감독이 상황을 판단하고, 배치할 수 있는 선수를 주시해 선수단을 꾸립니다. 당시, 저와 감독진에 있어서, 아단은 이케르보다 뛰어났습니다"라고 말했다. 그는 다음 경기에서도 자신의 지위를 유지했지만 4-3으로 이긴 레알 소시에다드와의 안방 경기에서 초반에 퇴장당했고, 페널티킥 기회도 헌납했다.

### 칼리아리
2013년 9월 2일, 아단은 계약을 해지하고 레알 마드리드를 떠났다. 11월 19일, 그는 이탈리아의 칼리아리 칼초와 계약하고, 이듬해 1월 5일에 0-0으로 비긴 키에보베로나와의 세리에 A 경기에서 첫 경기를 치렀다.

### 베티스
2014년 1월 27일, 아단은 사르데냐 연고 구단과의 계약을 해제하고 자국의 1부리그에서 고전하는 베티스와 계약했다. 그는 첫 온전한 시즌에 40경기에 출전해 2부 리그 우승과 승격에 공헌했다.

### 아틀레티코 마드리드
2018년 7월 10일 여름이적시장을 통해 아틀레티코 마드리드로 이적했다.

## 국가대표팀 경력
2006년 여름, 아단은 스페인 U-19 국가대표팀 일원으로 레알 마드리드 유소년 아카데미 졸업생 동기 4명과 UEFA U-19 축구 선수권 대회를 우승했다: 알베르토 부에노, 하비 가르시아, 에스테반 그라네로, 그리고 후안 마타.
2006년 10월, 그는 이탈리아와의 2007년 UEFA U-21 축구 선수권 대회 플레이오프전을 앞두고 U-21 국가대표팀에 차출되어 후보로 대기했지만, 스페인은 합계 1-2로 패했다.

## 클럽 통계
2015년 5월 22일 기준
| 클럽            | 시즌      | 리그 | 리그 | 컵   | 컵 | 유럽 | 유럽 | 합계 | 합계 |
| 클럽            | 시즌      | 출장 | 골   | 출장 | 골 | 출장 | 골   | 출장 | 골   |
| --------------- | --------- | ---- | ---- | ---- | -- | ---- | ---- | ---- | ---- |
| 레알 마드리드 B | 2006–07   | 6    | 0    | 0    | 0  | –    | –    | 6    | 0    |
| 레알 마드리드 B | 2007–08   | 11   | 0    | 0    | 0  | –    | –    | 11   | 0    |
| 레알 마드리드 B | 2008–09   | 31   | 0    | 0    | 0  | –    | –    | 31   | 0    |
| 레알 마드리드 B | 2009–10   | 36   | 0    | 0    | 0  | –    | –    | 36   | 0    |
| 레알 마드리드 B | 합계      | 84   | 0    | 0    | 0  | –    | –    | 84   | 0    |
| 레알 마드리드   | 2010–11   | 3    | 0    | 1    | 0  | 1    | 0    | 5    | 0    |
| 레알 마드리드   | 2011–12   | 1    | 0    | 2    | 0  | 2    | 0    | 5    | 0    |
| 레알 마드리드   | 2012–13   | 3    | 0    | 4    | 0  | 1    | 0    | 8    | 0    |
| 레알 마드리드   | 합계      | 7    | 0    | 7    | 0  | 4    | 0    | 18   | 0    |
| 칼리아리        | 2013–14   | 2    | 0    | 0    | 0  | 0    | 0    | 2    | 0    |
| 칼리아리        | 합계      | 2    | 0    | 0    | 0  | 0    | 0    | 2    | 0    |
| 베티스          | 2013–14   | 17   | 0    | 0    | 0  | 4    | 0    | 21   | 0    |
| 베티스          | 2014–15   | 39   | 0    | 0    | 0  | 0    | 0    | 39   | 0    |
| 베티스          | 합계      | 56   | 0    | 0    | 0  | 4    | 0    | 60   | 0    |
| 경력 통계       | 경력 통계 | 149  | 0    | 7    | 0  | 8    | 0    | 164  | 0    |

## 수상

### 클럽
레알 마드리드
- 라 리가: 2011–12
- 코파 델 레이: 2010–11
- 수페르코파 데 에스파냐: 2012

베티스
- 세군다 디비시온: 2014–15

### 국가대표팀
스페인 U-19
- UEFA U-19 축구 선수권 대회: 2006